# Humberto Reis da Silveira
Humberto Reis da Silveira (Jaicós, 18 de maio de 1925 — Teresina, 26 de outubro de 2005) foi promotor de justiça e político brasileiro que exerceu o mandato de deputado estadual pelo Piauí ao longo de cinquenta e dois anos a partir de 1947.

## Dados biográficos

### Início da vida
Nasceu em Jaicós, em 18 de maio de 1925. Filho de Frutuoso Juscelino da Silveira - que foi prefeito de Jaicós - e Maria Constança dos Reis, membro da importante família Reis da região. Iniciou seus estudos em Jaicós, prosseguindo em Oeiras, Petrolina, Teresina e Fortaleza. Na capital piauiense estudou no Colégio São Francisco de Sales - Diocesano. Interrompeu os estudos para entrar a vida pública, retomando-o posteriormente. Advogado formado na Universidade Federal do Piauí em 1954, fez carreira no Ministério Público como promotor e depois procurador de justiça.

### Carreira política
Iniciou a carreira como secretário guarda-livros da prefeitura de Jaicós na administração de Orlando Dias Soares. Em 1945, após o falecimento de seu pai durante o mandato, foi nomeado prefeito de Jaicós.
Quando foi eleito deputado estadual pelo PSD em 1947 aos 21 anos, possuía o 2º ano científico. Humberto lembrava que, para tomar posse, enfrentou uma viagem a cavalo de 18 dias entre Jaicós e Teresina. Foi signatário da Constituição Estadual promulgada em 22 de agosto daquele ano. Candidato em 1950, ficou na suplência, assumindo o mandato em virtude de convocação, seguindo para a Delegacia de Trânsito e Costumes na capital piauiense. Em 1954 foi eleito suplente, e reeleito deputado estadual em 1958 e 1962. Correligionário de Petrônio Portela, seguiu-o no ingresso à ARENA tão logo o Regime Militar de 1964 impôs o bipartidarismo por força do Ato Institucional Número Dois. Em seu novo partido foi reeleito em 1966, 1970, 1974 e 1978. Presidente da Assembleia Legislativa do Piauí no biênio 1981/1983, conquistou um novo mandato pelo PDS em 1982.
Em seu primeiro governo, Hugo Napoleão criou a Secretaria de Justiça e Humberto Reis da Silveira tornou-se o primeiro titular da pasta. Em 1985, acompanhou Hugo Napoleão na filiação ao PFL sendo reeleito em 1986. Designado terceiro suplente de deputado estadual em 1990, exerceu o mandato quando o governador Freitas Neto nomeou parlamentares para à sua equipe. Efetivado com a legislatura em curso, foi reeleito em 1994.
Durante 19 anos, ele exerceu todos os cargos da mesa diretora, incluindo o de presidente. Foi membro de todas as Comissões Técnicas da Assembleia Legislativa. Foi presidente da Comissão de Constituição e Justiça em 14 oportunidades.
Durante sua vida parlamentar, Humberto dizia que seu maior orgulho era de ter participado de 3 constituições. Foi signatário da Constituição do Estado do Piauí de 1947 em seu primeiro mandato, aos 22 anos da idade; fez parte da comissão especial da Assembleia Constituinte que, em 12 de maio de 1967, promulgou a Constituição do Estado do Piauí de 1967, fincando o código político do estado aos ditames da Constituição Federal durante Constituição de 1967; participou da Emenda Constitucional Número Um publicada em 1969; e foi eleito relator-geral da Constituição Estadual de 1989. Ainda é o único parlamentar piauiense por três vezes constituinte. Em 1997, por ocasião de seu jubileu de ouro na vida pública, recebeu uma homenagem durante a Conferência Parlamentar das Américas em Quebec, Canadá.
Eleito suplente de deputado estadual em 1998, foi convocado a exercer seu último mandato quando Hugo Napoleão retornou ao Palácio de Karnak ao final de 2001 por decisão do Tribunal Superior Eleitoral após a cassação de Mão Santa. Disputou sua última eleição via PTB em 2002, mas não obteve êxito.

### Vida pessoal
Foi casado com Dona Maria de Jesus Araújo Silveira e teve sete filhos. Dentre eles, Luiz Humberto Araújo Silveira, o Sebim, que foi vereador em Teresina.

### Fundação Rádio e TV Assembleia
Em 2005, ainda em vida, recebeu pessoalmente uma homenagem com a criação da TV Assembleia, oficialmente denominada "Fundação Rádio e Televisão Assembleia Deputado Humberto Reis da Silveira". Foi proposta pelo deputado Elias Ximenes do Prado e aprovada por unanimidade. A emissora passou a transmitir as sessões do plenário da Assembleia Legislativa do Piauí em 13 de junho de 2007.

### Ramificações familiares
Humberto fazia parte da tradicional família Coelho Rodrigues, com raízes na Freguesia Paço de Sousa, no Distrito do Porto, em Portugal. Era tetraneto de Josefa Coelho Rodrigues de Santana, pentaneto e hexaneto por duas linhas maternas de Valério Coelho Rodrigues, e tetraneto Manuel de Sousa Martins, o Visconde da Parnaíba.